# Dracaena concinna
Dracaena concinna là một loài thực vật có hoa trong họ Măng tây. Loài này được Kunth mô tả khoa học đầu tiên năm 1850.

## Hình ảnh

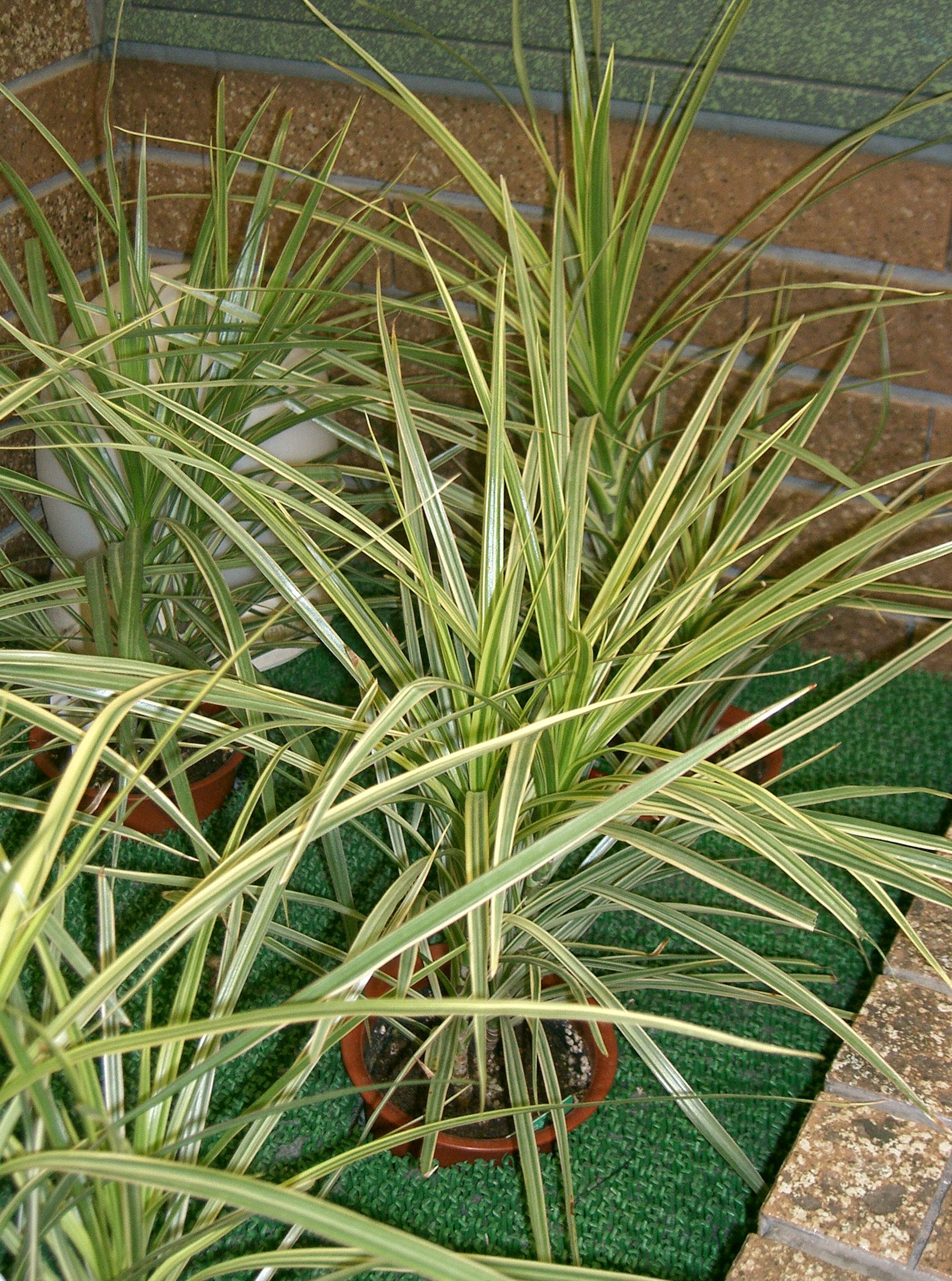